# Palacio arzobispal del Cuzco
El Palacio Arzobispal es una casona colonial ubicada en la ciudad del Cusco, Perú. Actualmente es propiedad de la Arquidiócesis del Cuzco y es local del Museo de Arte Religioso. Forma parte de la zona central de la ciudad del Cusco que fue declarado como patrimonio de la humanidad por la UNESCO en 1983. Se encuentra ubicada en el mismo solar donde, durante el incanato, se levantó el palacio del Inca Roca. Desde entonces sirvió como vivienda de diversas personalidades históricas como el primer obispo del Cuzco Vicente de Valverde.
Debido a que todo su perímetro está formado por muros incas y que en el muro norte se ubica la piedra de los doce ángulos, además de su cercanía a la Plaza de Armas y a su arquitectura colonial es uno de los principales puntos turísticos de la ciudad del Cusco. Asimismo, debido a que en su construcción se pueden encontrar porciones preincas, incas, coloniales y republicanos, es considerado como una "síntesis" de la arquitectura civil del Perú.
Desde 1972 el inmueble forma parte de la Zona Monumental del Cusco declarada como Monumento Histórico del Perú. Asimismo, en 1983 al ser parte del casco histórico de la ciudad del Cusco, forma parte de la zona central declarada por la UNESCO como Patrimonio Cultural de la Humanidad.

## Historia
Se desconoce el momento en que se inició la construcción del edificio que hoy es el Palacio Arzobispal del Cusco pero se entiende que, debido a que tres de sus cuatro muros exteriores son de las principales muestras de arquitectura incaica, este solar debió ser un edificio de primer orden dentro del Cusco antiguo. Asimismo, se conoce que el soberano Inca Roca (cuyo reinado se dio aproximadamente entre 1350 y 1380) construyó su palacio en este solar. Luego de la conquista del Cusco y la fundación española de la ciudad, el palacio fue vivienda del primer obispo del Cusco, Vicente de Valverde quien vivió junto con su hermana, María Valverde, esposa del conquistador almagrista Rodrígo de Orgóñez. Posteriormente, en la primera mitad del siglo XVII, el inmueble pasó a ser propiedad de Pablo Costilla y Gallinato, segundo marqués de San Juan de Buenavista. En 1719, luego del matrimonio de la quinta marquesa de San Juan de Buenavista,Constanza Costilla Gallinato de Valverde y Cartagena, con Nicolás Jiménez de Lobatón y Azaña, primer marqués de Rocafuerte, la casa pasó a ser propiedad de esta familia. Los marqueses de Rocafuerte dieron a esta casa todos los caracteres que mantiene hasta la actualidad.
En el siglo XX, el primer arzobispo del Cusco Felipe Hermosa y Sarmiento adquirió el palacio con la finalidad de utilizarlo como Palacio Arzobispal ante la elevación de jerarquía de la diócesis cusqueña. En 1966, el arzobispo en funciones, Monseñor Ricardo Durand Flórez decidió cambiar de uso el inmueble y lo destinó a servir de museo. Para ello, acudió al coleccionista cusqueño José Orihuela Yábar quien poseía una importante colección de pintura colonial cusqueña. De esa manera se formó el Museo de Arte de la Fundación José Orihuela y Yábar. Posteriormente el museo recibió una donación de cuadros de pintura virreinal cusqueña de parte del Arzobispado, del Seminario de San Antonio Abad, y de la parroquia de Santa Ana. Esas donaciones sirvieron de base para la colección del actual Museo de Arte Religioso del Cusco que desde 1966 funciona en este edificio.

## Arquitectura
Los elementos arquitectónicos que destacan en este conjunto son tres: los muros incas que marcan el perímetro exterior del palacio, la portada barroca que da sobre la calle Hatun Rumiyoq y el balcón con puerta biforada y parteluz que se ubica en la esquina misma del edificio sobre las calles Hatun Rumiyoq y Herrajes. La portada esta limitada limitada lateralmente por columnas salomónicas ornamentales cuyo entablamento culmina en pequeñas pirámides puntiagudas de cuatro caras. El frontón de la fachada culmina en un semicírculo con un alero protector y en el tímpano hay tallas de escudos nobiliarios. La pared que recorre los quince metros desde la portada hasta la esquina es de piedras prehispáincas. En la esquina se encuentra el balcón con una puerta bífora limitada en la esquina por un parteluz. Los arcos están exornados y culminan en un alerón protector del balcón en esquina.

#### Libros y publicaciones
- Angles Vargas, Víctor (1983). Historia del Cusco (Cusco Colonial) Tomo II (Libro Segundo). Lima: Industrialgráfica.
- Beltrán-Caballero, José Alejandro (2013). Agua y forma urbana en la América precolombina:El caso del Cusco como centro del poder Inca (Tesis Doctoral). Universidad Politécnica de Cataluña. Consultado el 22 de agosto de 2019.

- Datos: Q66703899
- Multimedia: Palacio Arzobispal del Cusco / Q66703899